# Formator
Formator lub formateur – polityk wybrany przez głowę państwa do sformowania rządu koalicyjnego, po wyborach parlamentarnych lub upadku poprzedniego gabinetu. Rola formatora jest szczególnie ważna na scenie politycznej Belgii, Holandii, Luksemburga, Izraela oraz Czech. W tych krajach władza wykonawcza wybierana jest przez władzę ustawodawczą, zaś ordynacja proporcjonalna oraz system wielopartyjny powodują, że koalicje są częstym zjawiskiem.
Formator jest najczęściej przedstawicielem największej partii mającej wejść w szeregi koalicji i zazwyczaj zostaje głową rządu.